# Les Gutches
Lesley Lyle "Les" Gutches (ur. 21 lutego 1973 roku) – zapaśnik amerykański w stylu wolnym. Olimpijczyk z Atlanty 1996, siódme miejsce w wadze do 82 kg. Mistrz Świata z 1997, trzeci w 1999 i siódmy w 1998. Zwycięzca igrzysk panamerykańskich z 1999 roku. Pierwsze miejsce w Pucharze Świata w 1999; drugie w 2000 i trzecie w 1998. Złoty i brązowy medalista Mistrzostw Panamerykańskich. Triumfator Igrzysk Dobrej Woli w 1998.
Zawodnik South Medford High School w Medford i Oregon State University. Trzy razy All American (1994 – 1996). Pierwszy w NCAA Division I w 1995 i 1996; piąty w 1994. Outstanding Wrestler w 1996 roku.